# Naborjet - Ovčja vas
Naborjet - Ovčja vas (furlansko Malborghet e Valbrune, italijansko Malborghetto-Valbruna; nemško Malborgeth-Wolfsbach) je občina v Videmski pokrajini v italijanski deželi Furlaniji - Julijski krajini. V občini govori del prebivalstva poleg italijanščine še enega ali več izmed treh uradno priznanih manjšinskih jezikov - ki so sicer furlanščina, slovenščina in nemščina.
Občina je nastala leta 1928 po združitvi bivše občine Naborjet (Malborghetto, nekoč Malborgeth) z ukinjeno občino Ukve-Ovčja vas (Ugovizza-Valbruna, nekoč Uggowitz-Wolfsbach). Občino Ukve-Ovčja vas so ukinili leta 1924, potem ko so takratni občinski svetniki med sejo občinskega sveta replicirali po slovensko (kratek čas po priključitvi Kanalske doline Italiji so bili dovoljeni posegi samo v italijanščini in nemščini).
Do leta 1918 je občina pripadala vojvodini Koroški in je v vseh pogledih, zlasti kulturno-zgodovinnsko (jezikovno) sledila razvojem v tej kronovini Habsburške monarhije.

## Seznam naselij v občini
- Lužnice
  - italijansko Bagni di Lusnizza
  - furlansko Lusniz
  - nemško Lusnitz
- Kuk
  - italijansko Cucco
  - furlansko Cuc
  -  nemško Kuk
- Naborjet
  - italijansko Malborghetto
  - furlansko Malborghet
  - nemško Malborgeth
- Šenkatrija
  - italijansko Santa Caterina
  - furlansko Sante Catarine
  -  nemško Sankt Kathrein
- Ukve
  - italijansko Ugovizza
  - furlansko Ugovize
  - nemško Uggowitz
- Ovčja vas
  - italijansko Valbruna
  - furlansko Valbrune
  - nemško Wolfsbach (= Volčji potok)

## Geografska lega
Naborjet-Ovčja vas se nahaja 100 km severozahodno od Trsta in okoli  50 km severovzhodno od regionalnega centra  Vidma, na meji z  Avstrijo. Je ena od treh občin v Kanalski dolini (Val Canale) ob reki  Bela, med Trbižem na vzhodu in Tabljo na zahodu. 
Na severu tvori pogorje Karnijskih Alp mejo z Avstrijsko zvezno deželo Koroško in njenimi občinami Šmohor-Preseško jezero, Štefan na Zilji, Bistrica na Zilji, in  Straja vas. Na jugu ga masiv Montaža iz Julijskih Alp ločuje od italijanskih občin Kluže in Dunja.
Postaja Ukve-Ovčja vas je postajališče na Pontebski železnici med Vidmom in Trbižem, ki je bila obnovljena leta 2000. V Ovčji vasi je priključek na avtocesto A23 Alpe-, ki teče med avstrijsko mejo oz. avstrijsko avtocesto A2 do Vidma kot del  Evropskega koridorja E55 .

## Demografski razvoj
Od 31 December 2004, Naborjet – Ovčja vas je imela 965 prebivalcev in je obsegala območje  120.5 km². Po popisu iz leta 1971 se je 46,2% prebivalcev opredelilo za Slovence kot svojo narodnostno pripadnost, oziroma materni jezik.

## Zgodovina
V Kanalski dolini so se po letu 590 naselili Slovani oziroma zgodnji Slovenci oz. njihovi predniki. Poselitev je bila v naslednjih stoletjih mešana s staroselci romanskega in furlanskega narodnostnega izvora. Do 11. stoletja so se na območje skupaj z oblastniki doseljevali tudi germansko/nemško govoreči kolonisti. Vendar je sklepati, da je bila večina prebivalstva vendarle slovansko/slovenska, saj imamo tudi na tem območju prevladujoča slovenska ledinska imena ali krajevna imena, ki so bila tudi romanizirana in germanizirana, pa vendar to dokazuje prisotnost slovenščine v kraju. Na območju je potekala zahodna meja slovansko/slovenske poselitve. Kanalska dolina je bila od leta 1077 pod oblastjo koroškega vojvode Liutold Eppensteinski, ko je cesar  Henrik IV. Nemški odstopil nekdanje ozemlje imperijalne Veronske marke na jugu Oglejskim patriarhom. Ko je bilo kasneje ozemlje Oglejskega patriarhata postopno zasedeno od Benečanov in do 1433 vključeno v Domini di Terraferma, je območje takrat imenovano Buonborgeth ostalo pod oblastjo koroških posesti Bamberških škofov. Naselje Ovčja vas je bilo gospodarsko zelo pomembno zaradi nahajališč železove rude in  srebra, kot tudi bogati gozdov v okolici. Območje je bilo v stalnem sporu Serenissimo.
Avstrijski Habsburški, Koroški vojvode so imeli od leta 1335 mejno trdnjavo zgrajeno pri Malborgeth, ki so jo leta 1616 okupirali Benečani. Nato so jo zavzeli Francozi leta 1797 in še enkrat leta 1805 Napoleonove sile. Nato je bila trdnjava še enkrat oblegana leta 1809, ko jo je med 14. in 17. majem junaško branil kapetan Friderik Hensel. Trdnjava se je končno sicer morala vdati Francozom, vendar ti zaradi tega niso uspeli pravočasno priti na bojišče  Bitke pri Aspern-Esslingu, ki se je odvijala 21. maja. V bitki je avstrijski Nadvojvoda Karel odbil Napoleonove sile. Trdnjava Naborjet je bila zato preimenovana v Trdnjavo Hensel v čast stotniku, ki je tako kot večina njegovih mož padel v bitki. 307 mož (Hrvatov–Ogulincev)  Hensla je štiri dni zadrževalo francosko vojsko, ki je štela 50.000 vojakov.
Po  Prvi svetovni vojni in razpadu Avstro-Ogrskega imperija, je bil Naborjet in Kanalska dolina po   Senžermenski mirovni pogodbi dodeljen  Kraljevini Italiji. Po določbah  1939 Južno Tirolskega opcijskega sporazuma iz leta 1939 med Italijo in  Tretjim rajhom je bila večina nemško govorečega prebivalstva preseljena na Koroško.
- Občinski urad Naborjet
- Beneška palača v Naborjetu
- Sveta Katarina
- Glavni trg v Naborjetu
- Lužnice
- Obnovljeni cerkveni stolp v Ukvah